# C'est le printemps !
C'est le printemps ! est un film muet français réalisé par Louis Feuillade et sorti en 1916.

## Fiche technique
- Réalisation et scénario : Louis Feuillade
- Société de production : Société des Etablissements L. Gaumont
- Format : Muet - Noir et blanc - 1,33:1 - 35 mm
- Date de sortie :
  - France : septembre 1916

## Distribution
- Suzanne Le Bret
- Marcel Lévesque
- Édouard Mathé
- Musidora